# Fiat Barchetta
Fiat Barchetta (čti Barketa) je roadster vyráběný italskou firmou Fiat od roku 1995 do roku 2005 (od května 2002 do roku 2004 byla výroba pozastavena). Barchetta v italštině znamená „loďka“ a také označuje typ otevřené sportovní karoserie. Model byl vyvinut mezi lety 1990 a 1994 v projektu pod názvem Tipo B Spider 176. Výroba začala v únoru 1995. Barchetta je založena na Fiatu Punto a navazuje tak na sportovní roadster ze 60. let 20. století Fiat 124 Sport Spider

## Historie
Model byl navržen Andreasem Zapatinasem Barchetta a Alessandrem Cavazzem, pod vedením Petera Barretta Davise a dalších vývojářů aut ve Fiat Centro Stile. Výroba byla zahájena v únoru 1995 a trvala až do června 2005, s krátkou pauzou, kvůli bankrotu firmy Maggiora. Barchetta byla založena na platformě Mark 1 modelu Fiat Punto. Barchetta má benzinový motor DOHC o objemu 1747 cm³ s variabilním časováním vačkového hřídele, který byl poprvé použit právě ve vozech Fiat poté, co byl patentován v roce 1970.
Motor má maximální výkon 132 k (97 kW) a největší točivý točivý moment 164 Nm. Barchetta váží 1056 kg ve verzi bez klimatizace a může zrychlit na 100 km/h za 8,9 sekundy, maximální rychlost je 200 km/h.
Model byl nabízený ve třech různých úrovní výbavy, které se lišily např. použitím diamantového křížového stehu, vzorované červené kůže namísto standardních černých kožených nebo textilních sedadel, kola z lehké slitiny namísto ocelových nebo volitelné mlhovky. Později bylo přidáno také třetí brzdové světlo, které bylo poprvé použito v modelech FIAT Lido a Riviera v roce 2000. Barchetta prošla faceliftem v srpnu 2003. Mezi nejviditelnější změny patřil upravený přední spoiler a zadní nárazník. Výroba automobilu se nakonec zastavila v červnu 2005.

## Výroba
Karosérie vozu byly vyráběny v továrně ILCAS ve Sparone Canavese a závěrečné montáž byla prováděna v lokalitě Chivasso (asi 20 kilometrů severovýchodně od Turína) společností Maggiora. Po bankrotu společnosti Maggiora v květnu 2002 Fiat přesunul výrobu modelu Barchetta do svého hlavního výrobního závodu Mirafiori v Turině a o necelé dva roky později obnovil výrobu. Do roku 2005 bylo vyrobeno 57 700 vozů. Model Barchetta byl vyráběn pouze s levostranným řízením, přestože se prodával také ve Spojeném království a v Japonsku.

## Bertoneho koncept
Známá stylingová firma Bertone vytvořila na základě modelu Barchetta koncept, který byl prezentován v březnu 2007 na Ženevském autosalonu.

## Prezentace v Top Gear
Nejznámější „recenze“ modelu Barchetta se objevila ve speciálu Top Gear, který byl vysílán v prosinci 2010. V této epizodě se Jeremy Clarkson, Richard Hammond a James May pokoušejí následovat cestu tří králů do Betléma. Hammond řídil Fiat Barchetta (konkrétně Riviera Special Edition s černou barvou a červenou prošívanou kůží), zatímco Clarkson řídil Mazdu MX-5 a May měl BMW Z3. Na konci epizody byla Barchetta prohlášena za nejžádanější a nejspolehlivější ze tří vozů.

## Fotogalerie: z 18. setkání italských vozů
Následující fotografie jsou z 18. setkání italských vozů, které se uskutečnilo v sobotu 29. dubna v Poděbradech.

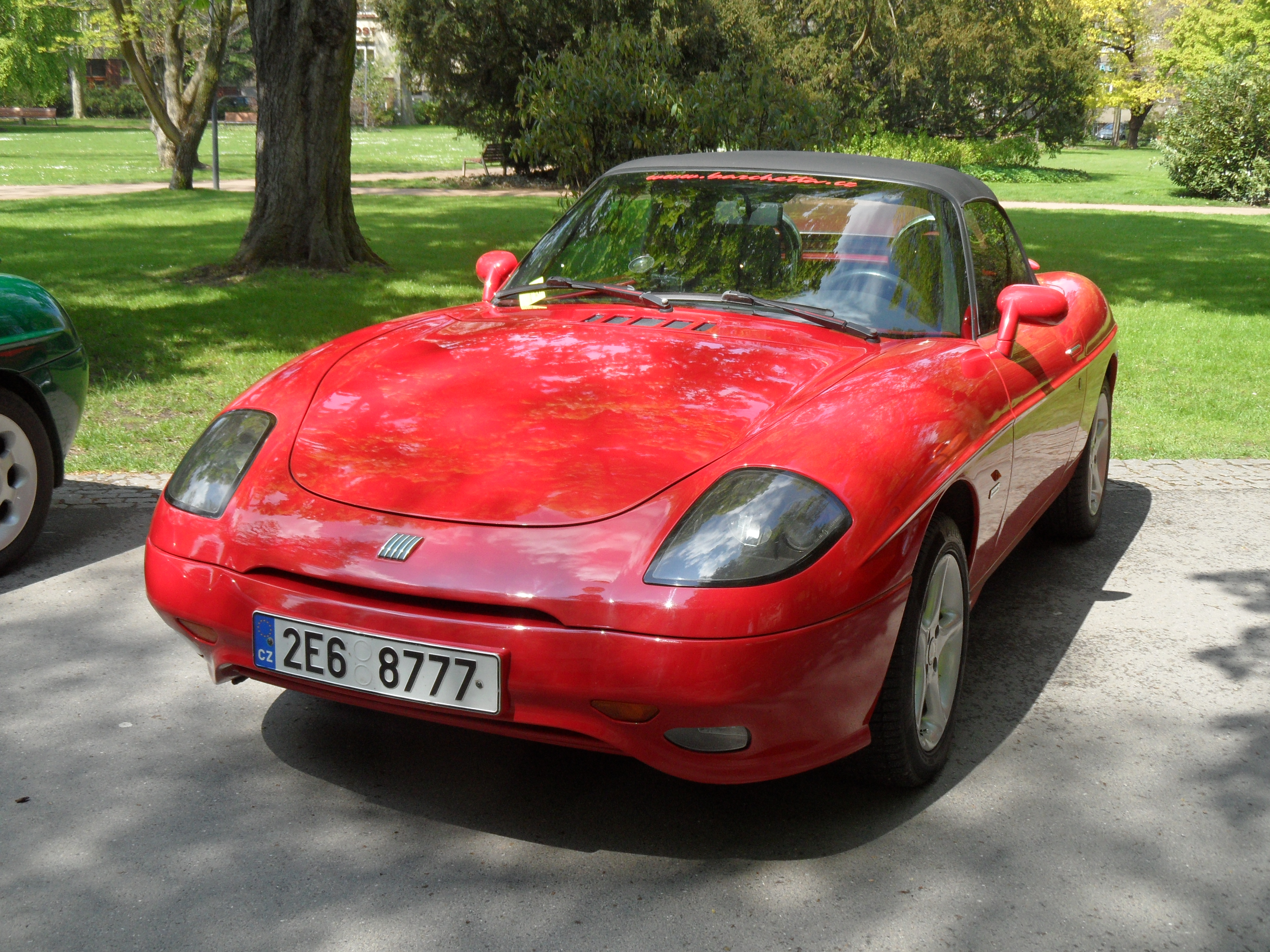
Barchetta
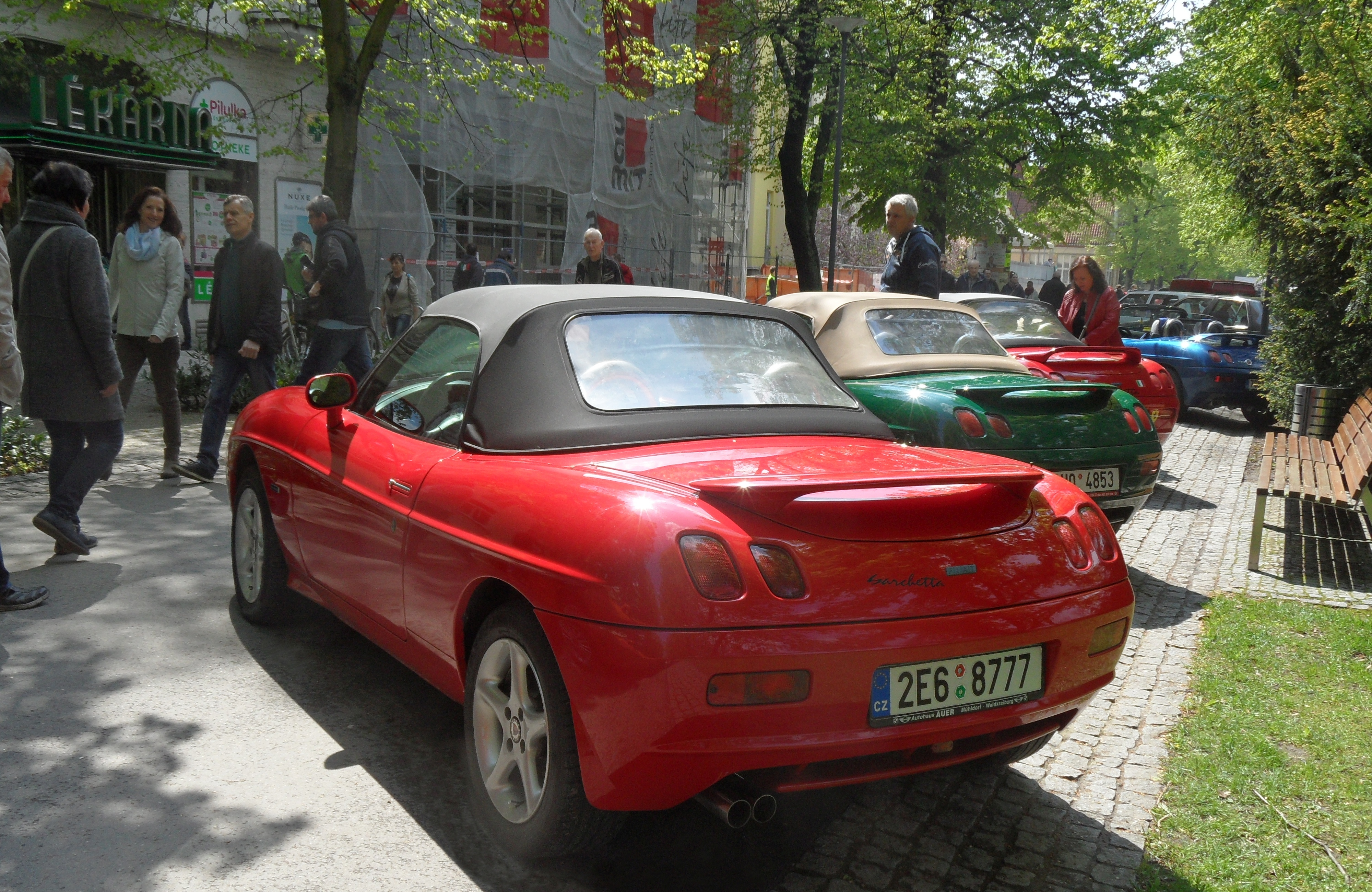
Barchetta
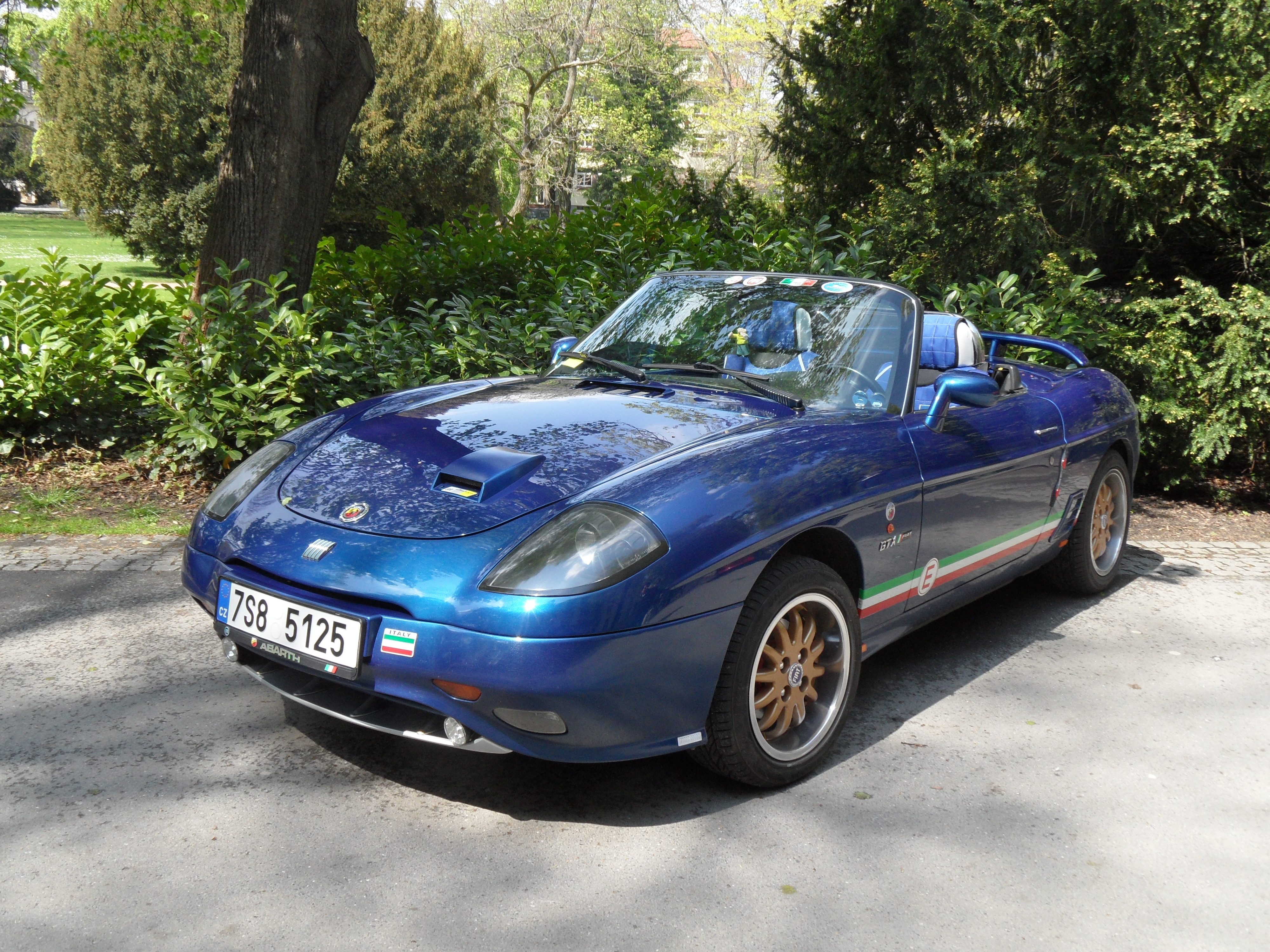
Barchetta GTX
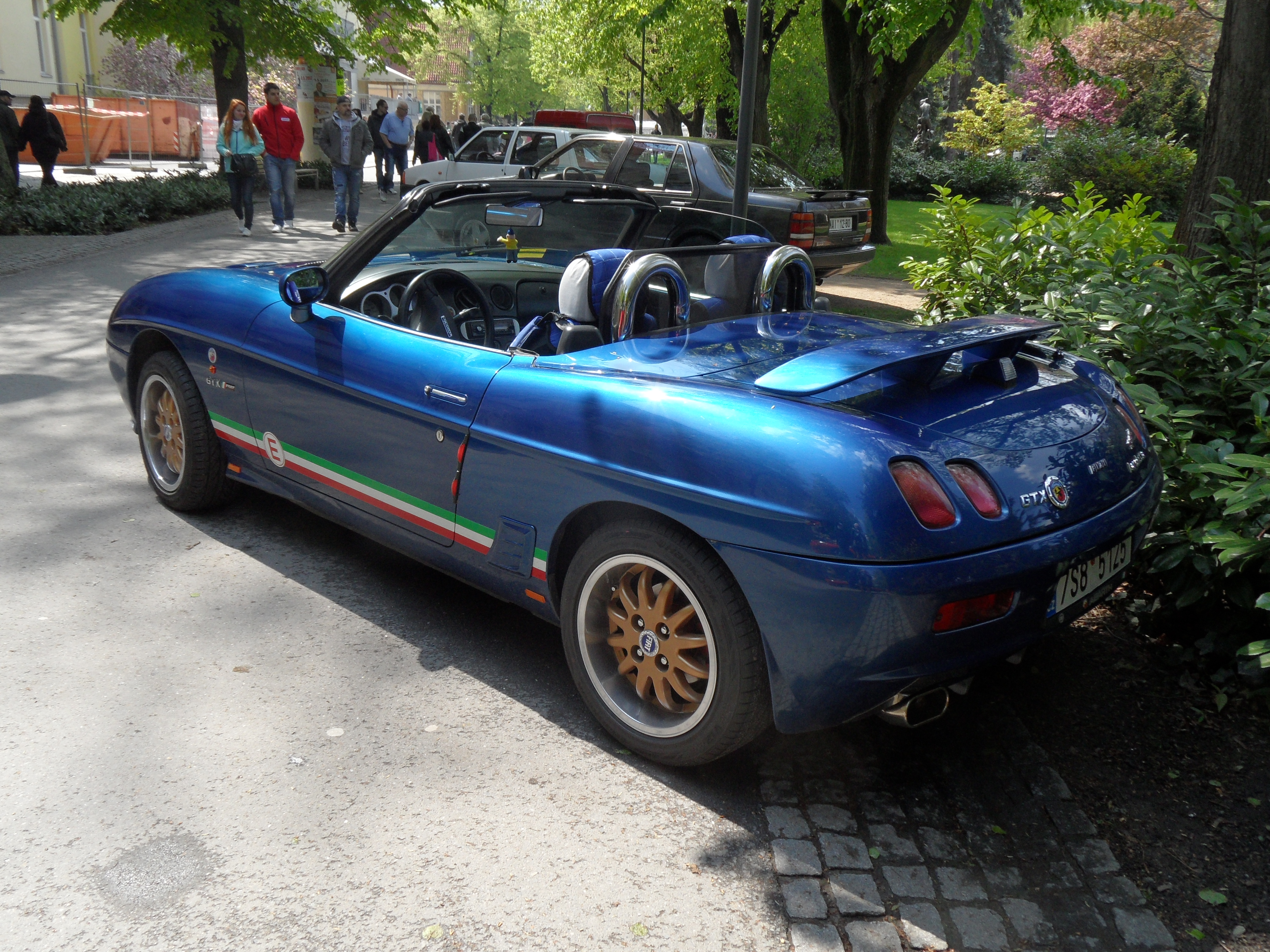
Barchetta GTX
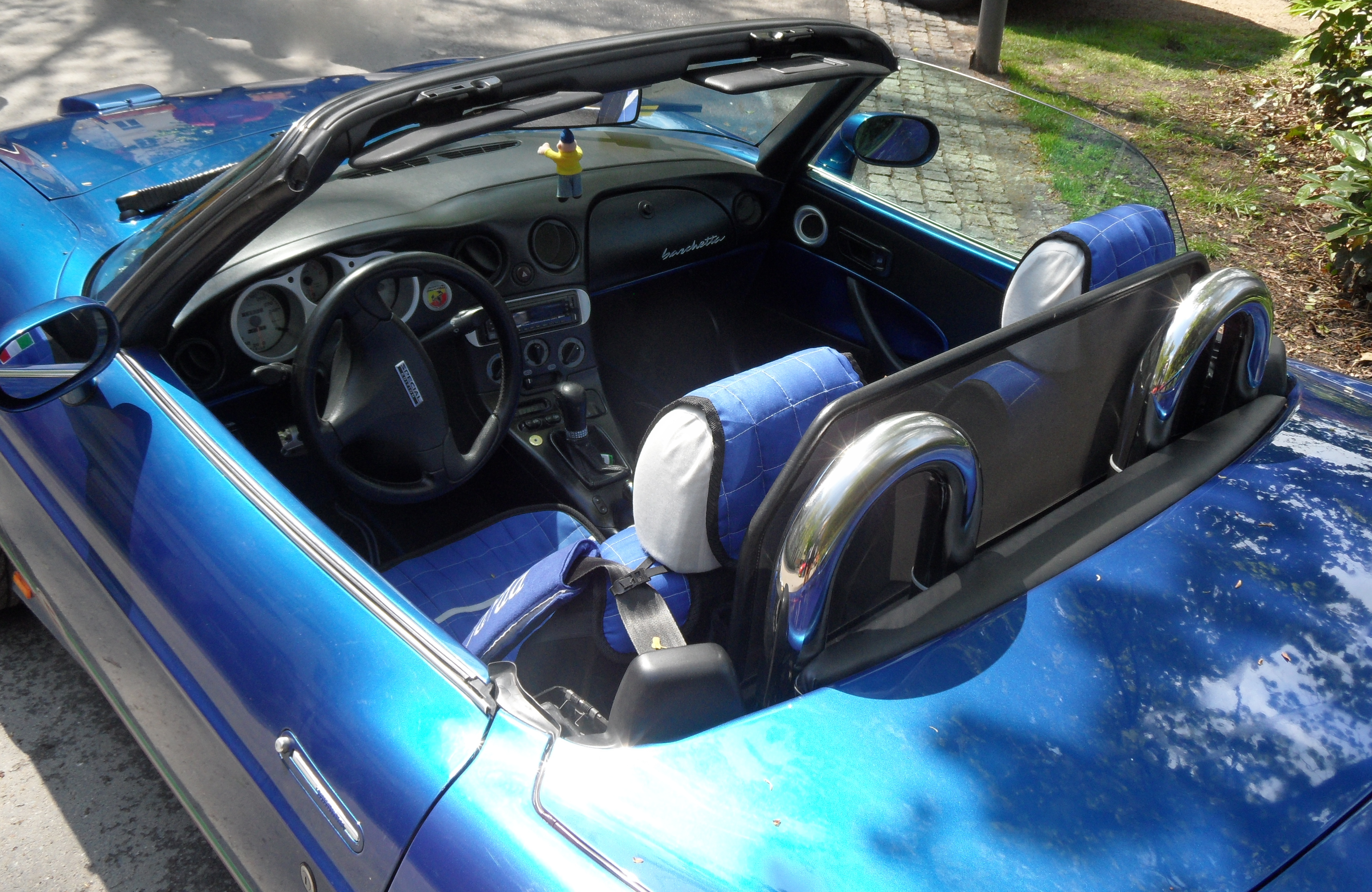
Barchetta GTX: detail